# Antimétabolite
Un antimétabolite est une substance chimique qui empêche l'utilisation d'un métabolite, qui est un autre produit chimique qui fait partie du métabolisme normal. Ces substances sont souvent similaires dans leur structure à celle du métabolite avec lequel elles interfèrent comme les antifolates qui interfèrent avec l'utilisation de l'acide folique. Les antimétabolites peuvent de par leur présence avoir des effets toxiques sur les cellules, comme l'arrêt de la croissance et de la division cellulaire, de sorte que ces composés sont utilisés dans les chimiothérapies contre les cancers.

## Rôle

### Traitement du cancer
Les antimétabolites peuvent être utilisés dans le traitement des cancers car ils interfèrent avec la production d'ADN et donc avec la division cellulaire et la croissance des tumeurs. Les cellules cancéreuses se divisant plus souvent que les autres cellules, inhiber la division cellulaire agira plus sur les cellules tumorales que sur les autres cellules. 
Par exemple, des antimétabolites simulant la purine (azathioprine, mercaptopurine) ou la pyrimidine, peuvent être incorporées dans l'ADN. Ils remplacent ainsi les bases azotées qui auraient dû être intégrées dans l'ADN au cours de la phase S du cycle cellulaire, entraînant l'arrêt du développement normal et de la division de la cellule. 
Ils affectent aussi la synthèse de l'ARN. Cependant, comme la thymine est utilisée dans l'ADN, mais pas dans l'ARN (où l'uracile la remplace), l'inhibition de la synthèse de la thymidine par l'intermédiaire de la thymidylate synthase inhibe sélectivement la synthèse d'ADN sans agir sur celle d'ARN. 
En raison de leur efficacité, ces médicaments sont les cytostatiques les plus couramment utilisés. 
Dans le système ATC, ils sont classés dans L01B. 

### Antibiotiques
Les antimétabolites peuvent être aussi des antibiotiques, tels que les médicaments à base de sulfanilamides, qui inhibent la synthèse du dihydrofolate des bactéries en compétition avec l'acide para-aminobenzoïque. 